# اکثریت ساکت سیاه
اکثریت سکوت سیاه: قوانین مربوط به مواد مخدر راکفلر و سیاست مجازات یک کتاب غیر داستانی است که توسط مایکل جاون فورتنر نوشته شده‌است.

## بررسی اجمالی
نگاهی به نقش چگونگی تأثیرگذاری سیاستهای مواد مخدر بر سیاه‌پوستان آمریکا و جنایت در محلات خود است.

## پذیرش انتقادی
نیویورک تایمز در نقد و بررسی کتاب گفت: "تاریخچه توانایی افراد سیاهپوست در بیان و عمل به مجازات آنها - برای اینکه در برابر جرم سخت گیر باشند - در قلب یک کتاب جدید جذاب اما بسیار ناقص از مایکل جاوون فورتنر قرار دارد. ""